# Not It
«Not It» (titulado «La casita del horror presenta: Eso no» en Hispanoamérica y «No es eso» en España) es el quinto episodio de la trigésimo cuarta temporada de la serie de televisión de animación estadounidense Los Simpson, y el 733 en total. Se emitió en los Estados Unidos en Fox el 23 de octubre de 2022. El episodio fue dirigido por Steven Dean Moore y escrito por César Mazariegos.
El episodio es una parodia de la novela de terror sobrenatural It (1986) de Stephen King y sus adaptaciones cinematográficas, It (2017) e It Capítulo Dos (2019). El episodio recibió críticas positivas. Maggie Simpson no aparece en este episodio.
Entre el 29 de septiembre y el 9 de octubre de 2022, se celebró un concurso que permitió a los espectadores de Estados Unidos presentar obras de arte espeluznantes de fanáticos de Krusty. Las obras de los 20 ganadores se presentaron durante los créditos del episodio.

## Trama

### Not It
En 1990, Barney se encuentra con Krusto, que lo arrastra a las alcantarillas, matándolo. Mientras busca a Barney, Homer es atacado por unos matones. Al ver que Krusto les observa, pide ayuda al payaso y escapa con los matones siguiéndole. Los Perdedores, formados por Marge, el hombre de las historietas, Carl y Moe, defienden a Homer y los matones huyen. Los Perdedores y Homer comparten historias de sus encuentros con Krusto. Descubren que Krusto tuvo varios programas sin gracia durante muchos años, y que reaparecía cada 27 años para matar niños. Mientras Marge y Homer muestran un fragmento del programa de Krusto de 1963, Krusto emerge del televisor e intenta matar a Comic Book Guy. Homer apuñala a Krusto antes de que Marge apague la televisión.
Van al estudio de televisión para derrotar a Krusto. Homer abre una caja, revelando a Krusto escondido dentro. Los Perdedores atacan ineficazmente a Krusto. Cuando Krusto resbala y se hace daño, los niños se ríen, lo que sorprende a Krusto, ya que los niños nunca se habían reído de él. Krusto se hace daño para reírse hasta que Marge le da unas cerezas bomba para comer. Krusto explota pero se escurre por una alcantarilla. Prometen reunirse dentro de 27 años para matar a Krusto definitivamente. Marge besa a Comic Book Guy, que se atribuyó el mérito de un poema que Homer escribió para ella anteriormente.

### Not It: Parte Dos
En 2017, Marge y Comic Book Guy están casados y tienen dos hijos llamados Bert y Lizzie (los niños Simpson con personalidades invertidas). Cuando los matones son asesinados por Krusto, Homer llama a los Perdedores para que le ayuden a derrotar a Krusto. El Tipo de los Cómics se niega a ayudar, así que Marge acude sola. Mientras planean cómo derrotar a Krusto, Comic Book Guy llega con los niños para recuperar a Marge. Marge les dice a los niños que esperen fuera mientras ella discute con el Tipo de los Cómics. Krusto notifica a los Perdedores que ha secuestrado a Bert y Lizzie.
Vuelven al estudio y le dicen a Krusto que ya no tienen miedos infantiles. Krusto dice que los adultos tienen ansiedades y las muestra mientras se vuelve más poderoso por las risas de su público fantasma. Revela que Comic Book Guy no escribió el poema. Bert y Lizzie ven que su poder proviene del cartel que ordena al público que se ría. Homer le da a Marge una piedra para que se la tire al cartel y Marge se da cuenta de que Homer escribió el poema. Cuando Krusto intenta comerse a Marge, Comic Book Guy salta en el camino, permitiendo a Marge destruir el cartel. Los fantasmas ascienden al cielo mientras Krusto pierde todo su poder y muere. Aunque Marge admite que no puede perdonar al Tipo de los Cómics por mentirle, está orgullosa de que su marido moribundo fuera valiente y finalmente muere. Bert, Lizzie y los Perdedores supervivientes salen de las ruinas, y Homer y Marge se reúnen.
Kang y Kodos se dan cuenta de que su plan ha fracasado y buscan entre otros libros de Stephen King para elegir qué hacer a continuación.

## Producción
El guionista Cesar Mazariegos propuso la idea de hacer una parodia de It para el episodio anual Treehouse of Horror, y los productores se preguntaron por qué no lo habían hecho antes. Se dieron cuenta de que las limitaciones de tiempo al convertirlo en una parodia de seis minutos impedían una adaptación, así que decidieron convertir la parodia en un episodio completo bajo la marca Treehouse of Horror. Antes de escribir el episodio, Mazariegos leyó la novela y vio la miniserie de 1990, así como la película de 2017 y su secuela de 2019. Quería incluir los momentos icónicos, como Pennywise en la alcantarilla. Para la selección de los personajes que formarían parte de la pandilla de los Perdedores, se eligió a Moe porque el personaje era flexible para adaptarse a diferentes personalidades. Para completar el triángulo amoroso con Homer y Marge, se planteó utilizar a Moe antes de elegir a Comic Book Guy, cuyo carácter era «egoísta y necesitado», e hizo que fuera él quien muriera. Para Pennywise, se pensó brevemente en Sideshow Bob antes de decidirse por Krusty. Su apariencia fue rediseñada para parecerse más al Pennywise de la película de 2017, con una cintura más delgada y una cabeza y un torso más grandes.
Se escribió un papel para que el autor de It, Stephen King, hiciera de sepulturero, pero declinó. King apareció previamente como él mismo en el episodio de la duodécima temporada «Insane Clown Poppy». Para promocionar el episodio, se organizó un concurso en el que se invitaba a los fanáticos a presentar obras de arte en las que Krusty el Payaso apareciera como Pennywise. Los ganadores verían su obra en los créditos finales del episodio.